# Tramway de Portland
Le tramway de Portland est le réseau de tramways de la ville de Portland (Oregon), aux États-Unis. Il comporte deux lignes, la première ayant ouvert en 2001, la seconde en 2012.